# ایست سونورا (کالیفرنیا)
ایست سونورا (به انگلیسی: East Sonora) یک منطقهٔ مسکونی در ایالات متحده آمریکا است که در شهرستان توآلومی، کالیفرنیا واقع شده‌است. ایست سونورا ۶٫۴۲۵ کیلومتر مربع مساحت و ۲٬۲۶۶ نفر جمعیت دارد و ۶۴۲ متر بالاتر از سطح دریا واقع شده‌است.